# Cheny
Cheny – miejscowość i gmina we Francji, w regionie Burgundia-Franche-Comté, w departamencie Yonne.
Według danych na rok 1990 gminę zamieszkiwało 2521 osób, a gęstość zaludnienia wynosiła 259 osób/km² (wśród 2044 gmin Burgundii Cheny plasuje się na 78. miejscu pod względem liczby ludności, natomiast pod względem powierzchni na miejscu 948.).